# Superhuman
"Superhuman" é o segundo single de Exclusive: The Forever Edition, de Chris Brown. A canção tem participação de Keri Hilson.

## Videoclipe
O clipe foi filmado em Charlotte e dirigido por Erik White, que já dirigiu outros 6 clipes de Chris. Em 1 de Outubro de 2008, muitos Behind the Scenes (ou Atrás das Cenas) foram "lançados" na internet. Keri Hilson também aparece no clipe, que foi filmado ao mesmo tempo que o de Ludacris "What Them Girls Like" e "Dreamer" de Chris Brown.   
Seu lançamento no Reino Unido foi em 14 de Outubro de 2008, em canais de TV musicais. Na loja iTunes foi lançado em 21 de Outubro de 2008, nos Estados Unidos e no Canadá

## Desempenho nas paradas musicais
| Parada musical (2008)          | Melhor posição |
| ------------------------------ | -------------- |
| Austrália - ARIA Charts        | 36             |
| Irlanda - Parada de Singles    | 33             |
| Nova Zelândia - RIANZ          | 15             |
| Reino Unido - UK Singles Chart | 38             |